# 王祖培
王祖培（1816年—1870年），初名王恭，字小舲，一字子厚，號嘯舲，順天府寶坻縣（今天津市寶坻區）人，官至內閣學士。

## 生平
道光二十年（1840年）庚子科進士。選翰林院庶吉士，散館授編修。道光二十六年（1846年）提督陝甘學政。咸豐五年（1855年）升翰林院侍講，次年晉侍讀。同治四年（1865年）署國子監祭酒。官至內閣學士。

## 家族
祖父王承重。子王庆祺。